# نه ساعت به راما
نُه ساعت به راما (به انگلیسی: Nine Hours To Rama) فیلم درام تاریخی به کارگردانی مارک رابسون و با نقش‌آفرینی هورست بوخهولتس، محصول سال ۱۹۶۳ انگلستان است و داستان زندگی ناتورام گودسه، قاتل ماهاتما گاندی را به تصویر می‌کشد.

## خلاصه داستان
ناتورام (هورست بوخهولتس) که از پذیرفته‌نشدنش در ارتش انگلستان و کشته شدن بستگانش در آشوب‌های اجتماعی عصبانی است، به گروه سیاسی مخالف گاندی (جی. اس. کاس هیاپ) می‌پیوندد…

## بازیگران
- جی. اس. کاس هیاپ: گاندی
- هورست بوخهولتس: ناتورام گودسه
- خوزه فرر: کاراگاه داس
- والری گیرون: رانی
- دایان بیکر: شیلا
- رابرت مورلی: پی.کی. موسادی
- دان بوریسنکو
- هری اندروز: ژنرال سینگ